# Langelurillus primus
Espèce
Langelurillus primus est une espèce d'araignées aranéomorphes de la famille des Salticidae.

## Distribution
Cette espèce est endémique du Kenya. Elle se rencontre dans le parc national de Meru.

## Description
La carapace du mâle holotype mesure 2,20 mm de long sur 1,65 mm et l'abdomen 1,95 mm de long et la carapace de la femelle paratype mesure 2,35 mm de long sur 1,60 mm et l'abdomen 3,00 mm de long.

## Publication originale
- Próchniewicz, 1994 : The jumping spiders of the Ethiopian Region. Part I. New genus Langelurillus gen. n. (Araneae, Salticidae) from Kenya. Annales Zoologici, Warszawa, vol. 45, p. 27-31 (texte intégral).